# Mezek Peak
Der Mezek Peak (englisch; bulgarisch връх Мезек wrach Mesek) ist ein 1650 m hoher und spitzer Berg auf Smith Island im Archipel der Südlichen Shetlandinseln. In der Imeon Range ragt er 1,2 km östlich des Mount Pisgah und 3,9 km südwestlich bis südlich des Mount Christi auf. Der Dalgopol-Gletscher liegt nordwestlich von ihm.
Bulgarische Wissenschaftler kartierten ihn 2008. Die bulgarische Kommission für Antarktische Geographische Namen benannte ihn im selben Jahr nach der mittelalterlichen Festung Mesek im Südosten Bulgariens.